# Bodianus diana
Bodianus diana е вид лъчеперка от семейство Labridae.

## Разпространение
Видът е разпространен в Британска индоокеанска територия, Джибути, Египет, Еритрея, Йемен, Израел, Индия, Индонезия, Йордания, Кения, Кокосови острови, Коморски острови, Мавриций, Мадагаскар, Майот, Малайзия, Малдиви, Мианмар, Мозамбик, Оман, Реюнион, Саудитска Арабия, Сейшели, Сомалия, Судан, Тайланд, Танзания, Шри Ланка и Южна Африка.